# Богословский (посёлок)
Богословский — опустевший посёлок в Болховском районе Орловской области. Входит в Злынское сельское поселение. Население 0 человек (2010).

## География
Посёлок находится в северной части Орловской области, в лесостепной зоне, в пределах центральной части Среднерусской возвышенности. Расположен на берегу реки Злынка.
Уличная сеть не развита.
Абсолютная высота 172 метра выше уровня моря
.
Часовой пояс
Посёлок Богословский, как и вся Орловская область, находится в часовой зоне МСК (московское время). Смещение применяемого времени относительно UTC составляет +3:00.
Климат близок к умеренно-холодному, количество осадков является значительным, с осадками даже в засушливый месяц. Среднегодовая норма осадков — 627 мм. Среднегодовая температура воздуха в Болховском районе — 5,1 °C.

## Население
| 2010 |
| ---- |
| 0    |

## Инфраструктура
Нет данных.

## Транспорт
Просёлочные дороги.